# بیل اندرسون (بازیکن فوتبال اهل انگلستان)
بیل اندرسون (انگلیسی: Bill Anderson; ۱۲ ژانویهٔ ۱۹۱۳ – ۱۹ فوریهٔ ۱۹۸۶) بازیکن فوتبال بود.
از باشگاه‌هایی که در آن بازی کرده‌است می‌توان به باشگاه فوتبال بارنزلی اشاره کرد.